# You Were Spiraling (album)
You Were Spiraling è l'album d'esordio del gruppo musicale statunitense You Were Spiraling, pubblicato nel 1993 dalla Toog Records.

## Tracce
1. A Wave of Your Hands – 4:50
2. Highway Confrontation Scene – 6:26
3. Handle Avoid Control New – 7:45
4. Limited Wish – 7:00
5. Theme – 2:50
6. Bad News – 4:50
7. Borrowed – 4:33
8. The Warmest Corner – 4:33
9. Hopefull – 9:00

## Formazione
- Marty O'Kane – chitarra, voce
- Bob Hart – basso elettrico
- Tom Brislin – tastiera
- Paul Wells – batteria